# كارول فيني
كارول فيني (بالإنجليزية: Carol Feeney) هي مجدفة أمريكية، ولدت في 4 أكتوبر 1964 في أوك بارك في الولايات المتحدة.

## وصلات خارجية
- كارول فيني على موقع الاتحاد الدولي للتجديف (الإنجليزية)
- كارول فيني على موقع اللجنة الأولمبية الدولية (الإنجليزية)
- كارول فيني على موقع أوليمبيديا (الإنجليزية)